# AGM-114 Hellfire
Hellfire (AGM-114) je sofisticirana protuoklopna raketa. Hellfire je danas veliko dostignuće oružarnog sustava koji nudi mogućnosti djelovanja u svim terenskim uvjetima, danju i noću. Koristi se na nekim helikopterima među kojima je poznat AH-64 Apache.